# Bonifatiusföreningen
Bonifatiusföreningen är en katolsk förening som bildades 1849 i Regensburg av Ignaz von Döllinger som en motvikt till Gustaf Adolfsföreningen och i söyfte att förse i diasporan levande katoliker med präster, lärare och för deras verksamhet nödvändiga byggnader.
Den fick efter hand många förgreningar, bland annat en förening för den katolska ungdomen i diasporans fostran och en akademisk Bonifatiusförening. Bonifatiusföreningen utger bland annat sedan 1850 Bonifatiusblatt. Organisationen har sitt huvudsäte i Paderborn.